# Pharos (cheval)
Pour les articles homonymes, voir Pharos.
Pharos (1920-1937) est un cheval de course pur-sang d'origine britannique, et l'un des principaux étalons de l'entre-deux-guerres.

## Carrière de course
Élevé par son propriétaire Edward Stanley, 17e comte de Derby, entraîné par George Lambton, Pharos a remporté six de ses neuf courses à l'âge de 2 ans, figurant parmi les meilleurs juveniles d'Angleterre. À 3 ans, il gagne ses galons classiques en terminant deuxième derrière Papyrus dans le Derby d'Epsom 1923. À 4 ans, Pharos défait notamment Parth, le lauréat du Prix de l'Arc de Triomphe 1923, dans les Champion Stakes à Newmarket. L'année suivante, il ne remporte qu'une course, sa dernière, réalisant un doublé dans le Duke of York Handicap.

### Résumé de carrière
| Date        | Hippodrome  | Pays        | Course                        | Distance    | Jockey      | Place       | Écart       | Vainqueur ou deuxième |
| 1922, 2 ans | 1922, 2 ans | 1922, 2 ans | 1922, 2 ans                   | 1922, 2 ans | 1922, 2 ans | 1922, 2 ans | 1922, 2 ans | 1922, 2 ans           |
| ----------- | ----------- | ----------- | ----------------------------- | ----------- | ----------- | ----------- | ----------- | --------------------- |
| 25 avril    | Newmarket   | Royaume-Uni | Winless Stakes                | 1 000 m     | E. Gardner  | 1er / 18    | 2           | Clarendon             |
| 11 mai      | Newmarket   | Royaume-Uni | Bedford Stakes                | 1 000 m     | E. Gardner  | 1er / 14    | 3/4         | ―                     |
| 14 juin     | Ascot       | Royaume-Uni | Chesham Stakes                | 1 000 m     | E. Gardner  | 1er / 6     | 6           | Tetragon              |
| 13 juillet  | Newmarket   | Royaume-Uni | Chesterfield Stakes           | 1 000 m     | E. Gardner  | 2e / 5      | 1/2         | Legality              |
| 19 juillet  | Liverpool   | Royaume-Uni | Margie Stakes                 | 1 000 m     | E. Gardner  | 1er / 8     | 1 ½         | Tornaveen             |
| 23 août     | Stockton    | Royaume-Uni | Lambton Stakes                | 1 000 m     | E. Gardner  | 1er / 3     | 2           | Princess Charming     |
| 29 août     | York        | Royaume-Uni | Nunthorpe Stakes              | 1 000 m     | T. Weston   | 0 / 12      | ―           | Two Step              |
| 27 octobre  | Newmarket   | Royaume-Uni | Horton Stakes                 | 1 600 m     | E. Gardner  | 2e / 6      | 3           | Twelve Pointer        |
| 18 novembre | Hurst Park  | Royaume-Uni | Hurst Park Great 2-Year-Old S | 1 200 m     | E. Gardner  | 1er / 5     | 4           | Silver Grass          |
| 1923, 3 ans |             |             |                               |             |             |             |             |                       |
| 11 avril    | Pontefract  | Royaume-Uni | Pontefract Plate              | 1 600 m     | E. Gardner  | 3e / 7      | 1 ½         | Darragh               |
| 1er mai     | Newmarket   | Royaume-Uni | Hastings Plate                | 2 000 m     | E. Gardner  | 1er / 3     | 4           | Montfort              |
| 3 mai       | Newmarket   | Royaume-Uni | March Stakes                  | 2 000 m     | E. Gardner  | 1er / 4     | 3           | Simon Pure            |
| 6 juin      | Epsom       | Royaume-Uni | The Derby                     | 2 400 m     | E. Gardner  | 2e / 19     | 1           | Papyrus               |
| 13 juin     | Newbury     | Royaume-Uni | Royal Stakes                  | 2 000 m     | E. Gardner  | 1er / 7     | cte tête    | Kelvin                |
| 19 juin     | Ascot       | Royaume-Uni | Princess of Wales's Stakes    | 2 600 m     | E. Gardner  | 3e / 7      | 2 ¼         | Eastern Monarch       |
| 17 octobre  | Newmarket   | Royaume-Uni | Select Stakes                 | 1 600 m     | T. Weston   | 2e / 8      | 1           | Stratford             |
| 31 octobre  | Newmarket   | Royaume-Uni | Cambridgeshire Stakes         | 1 800 m     | T. Weston   | 4e / 23     | ―           | Verdict               |
| 9 novembre  | Liverpool   | Royaume-Uni | Liverpool Autumn Cup          | 2 200 m     | T. Weston   | 3e / 14     | 4 ½         | Poisoned Arrow        |
| 1924, 4 ans |             |             |                               |             |             |             |             |                       |
| 30 avril    | Epsom       | Royaume-Uni | City & Suburban Handicap      | 2 000 m     | T. Weston   | 0 / 10      | ―           | Ulula                 |
| 18 mai      | Kempton     | Royaume-Uni | Great Jubilee Handicap        | 2 000 m     | T. Weston   | 0 / 12      | ―           | Parth                 |
| 19 juin     | Ascot       | Royaume-Uni | Louth Memorial Stakes         | 1 600 m     | T. Weston   | 0 / 5       | ―           | Twelve Pointer        |
| 25 juillet  | Liverpool   | Royaume-Uni | Liverpool Summer Cup          | 2 200 m     | T. Weston   | 1er / 12    | 6           | Baton Rouge           |
| 13 août     | Redcar      | Royaume-Uni | Northsea Stakes               | 1 600 m     | T. Weston   | 1er / 2     | 3           | Borderer              |
| 11 octobre  | Kempton     | Royaume-Uni | Duke of York Handicap         | 2 000 m     | T. Weston   | 1er / 14    | 3           | Bucks Yeoman          |
| 14 octobre  | Newmarket   | Royaume-Uni | Champion Stakes               | 2 000 m     | T. Weston   | 1er / 5     | 1 ½         | Part                  |
| 1925, 5 ans |             |             |                               |             |             |             |             |                       |
| 30 avril    | Newmarket   | Royaume-Uni | March Stakes                  | 2 000 m     | T. Weston   | 3e / 4      | 1 ½         | Bright Knight         |
| 24 juillet  | Liverpool   | Royaume-Uni | Liverpool Summer Cup          | 2 200 m     | T. Weston   | 3e / 7      | 1 ¼         | Winalot               |
| 25 août     | York        | Royaume-Uni | Nunthorpe Stakes              | 1 000 m     | T. Weston   | 3e / 3      | 1 ¾         | Diomedes              |
| 10 octobre  | Kempton     | Royaume-Uni | Duke of York Handicap         | 2 000 m     | T. Weston   | 1er / 14    | 6           | Joy Rider             |
| 13 octobre  | Newmarket   | Royaume-Uni | Champion Stakes               | 2 000 m     | T. Weston   | 2e / 2      | 1/2         | Picaroon              |

## Au haras
Pharos est installé comme étalon à Woodland Stud, à Newmarket, pour la saison 1926, et deux ans plus tard il est envoyé au Haras d'Ouilly en France où il reste jusqu'à sa mort en 1937. Il obtient deux titres de tête de liste, le premier en Grande-Bretagne et en Irlande, le second en France en 1938. Il est le père du champion invaincu Pharis, auteur en 1939 du doublé Prix du Jockey Club / Grand Prix de Paris, puis sacré tête de liste des étalons en France en 1944. Mais il est surtout le père d'un autre champion invaincu, l'Italien Nearco, père de Nasrullah et grand-père de Northern Dancer, deux des plus grands étalons du siècle.  

## Origines
Pharos est un fils de Phalaris, vainqueur des Champion Stakes et l'un des étalons les plus influents de l'histoire de l'élevage. Sa mère Scapa Flow fut une très grande poulinière, puisqu'elle a donné, outre Pharos : 
- Fairway (1925, par Phalaris) : Coventry Stakes, July Stakes, Champagne Stakes, Eclipse Stakes, St. Leger, Champion Stakes, Jockey Club Cup. Très bon étalon, mais moins influent sur le long terme que son frère Pharos[1].
- Fair Isle (1929, par Phalaris) : Champion Breeders' Foal Plate, 1000 Guinées.

### Pedigree
| Origines de Pharos (GB), mâle bai né en 1920 | Origines de Pharos (GB), mâle bai né en 1920 | Origines de Pharos (GB), mâle bai né en 1920 | Origines de Pharos (GB), mâle bai né en 1920 |
| -------------------------------------------- | -------------------------------------------- | -------------------------------------------- | -------------------------------------------- |
| Père Phalaris                                | Polymelus                                    | Cyllene                                      | Bona Vista                                   |
| Père Phalaris                                | Polymelus                                    | Cyllene                                      | Arcadia                                      |
| Père Phalaris                                | Polymelus                                    | Maid Marian                                  | Hampton                                      |
| Père Phalaris                                | Polymelus                                    | Maid Marian                                  | Quiver                                       |
| Père Phalaris                                | Bromus                                       | Sainfoain                                    | Springfield                                  |
| Père Phalaris                                | Bromus                                       | Sainfoain                                    | Sanda                                        |
| Père Phalaris                                | Bromus                                       | Cheery                                       | St. Simon                                    |
| Père Phalaris                                | Bromus                                       | Cheery                                       | Sunrise                                      |
| Mère Scapa Flow                              | Chaucer                                      | St. Simon                                    | Galopin                                      |
| Mère Scapa Flow                              | Chaucer                                      | St. Simon                                    | St. Angela                                   |
| Mère Scapa Flow                              | Chaucer                                      | Canterbury Pilgrim                           | Tristan                                      |
| Mère Scapa Flow                              | Chaucer                                      | Canterbury Pilgrim                           | Pilgrimage                                   |
| Mère Scapa Flow                              | Anchora                                      | Love Wisely                                  | Wisdom                                       |
| Mère Scapa Flow                              | Anchora                                      | Love Wisely                                  | Lovelorn                                     |
| Mère Scapa Flow                              | Anchora                                      | Eryholme                                     | Hazlehatch                                   |
| Mère Scapa Flow                              | Anchora                                      | Eryholme                                     | Ayrsmoss (famile: 13-e)                      |